# Eudiaptomus yukonensis
Eudiaptomus yukonensis is een eenoogkreeftjessoort uit de familie van de Diaptomidae. De wetenschappelijke naam van de soort is voor het eerst geldig gepubliceerd in 1991 door Reed.